# David (Michelangelo)
David je mojstrovina renesančnega kiparstva, ki jo je med letoma 1501 in 1504 ustvaril italijanski umetnik Michelangelo. David je 5,17 m visok marmornat kip stoječega golega moškega. Kip predstavlja bibličnega junaka Davida, priljubljenega predmeta v umetnosti v Firencah. 
David je bil prvotno naročen kot eden iz serije kipov prerokov, ki bi bili postavljeni vzdolž strešne linije vzhodnega konca Firenške stolnice, a so ga umestili na javni trg pred Palazzo Vecchio, sedež civilne vlade v Firencah, na Piazza della Signoria, kjer je bil postavljen 8. septembra 1504. Kip je bil leta 1873 premaknjen v Galleria dell'Accademia v  Firencah, na prvotni lokaciji pa nadomeščen z repliko.
Zaradi narave junaka, ki ga je predstavljal, je kip kmalu začel simbolizirati obrambo državljanskih svoboščin, ki jih je utrpela Republika Firence, neodvisna mestna država, ki so jo na vse strani ogrožale močnejše države tekmice in hegemonija družine Medičejcev. Davidove oči se z opozorilnim bleščanjem obračajo proti Rimu. 

## Zgodovina

### Naročilo
Zgodovina kipa se začne pred Michelangelovim delom na njem od leta 1501 do 1504. Pred vpletenostjo Michelangela so predstojniki pisarne Firenške stolnice, ki so bili večinoma člani vplivnega ceha volnarjev, Arte della Lana, načrtovali naročiti serijo dvanajstih velikih kipov iz Stare zaveze za opornike stolnice.  Leta 1410 je Donatello naredil prvi kip, figuro Jošua v terakoti. Figura Herkula, tudi v terakoti, je bila leta 1463 naročena pri firenškem kiparju Agostinu di Ducciu in je bila narejena morda pod Donatellovim vplivom. Z željo, da nadaljujejo s svojim projektom, je Operai sklenil pogodbo z Agostinom leta 1464, da bi ustvaril Davidov kip. Marmor je bil dobavljen iz kamnoloma v Carrari, mestu v Apuanskih Alpah v severni Toskani. Agostino je šele začel oblikovati noge in trup, grobo nekaj draperije in verjetno raztegnil luknjo med nogami. Njegova povezava s projektom je iz neznanih razlogov prenehala s smrtjo Donatella leta 1466, deset let kasneje pa ga je prevzel Antonio Rossellino, kjer ga je Agostino zapustil.
Rossellinova pogodba je bila kmalu zatem zaključena, marmorni blok pa 26 let zapostavljen, medtem ko so bil izpostavljen naravnim elementom na dvorišču stolnice. To je bilo zaskrbljujoče za Operai, saj je bil velik marmor ne samo drag, ampak je bil težaven tudi prevoz v Firence. Leta 1500 je popis delavnic ugotovil del kot »določen lik marmorja, imenovanega David, v slabem stanju in ležeč.«  Leto kasneje so dokumenti pokazali, da so odločeni najti umetnika, ki bi lahko ta velik kos marmorja prevzel in ga pretvoril v končno umetniško delo. Njihov red je  kamnit blok, ki so ga imenovali Velikan »postavili na noge«, tako da bi ga mojster, ki bi prevzel tovrstno delo, lahko preučil in izrazil mnenje. Čeprav so se posvetovali s da Vincijem in drugimi, je bil Michelangelo, star 26 let, tisti, ki je prepričal Operai, da si zasluži naročilo. 16. avgusta 1501 je Michelangelo dobil uradno pogodbo za izvedbo te zahtevne nove naloge.  Začel je klesati kip zgodaj zjutraj 13. septembra, mesec po tem, ko mu je bila dodeljena pogodba. Na masivnem kipu naj bi delal več kot dve leti.

### Namestitev
25. januarja 1504, ko se je kip približal koncu, so morali firenški organi priznati, da na streho stolnice ne bi bilo mogoče dvigniti kipa težkega več kot šest ton. Sestavili so odbor iz 30  državljanov s številnimi umetniki, med njimi Leonardo da Vinci in Sandro Botticelli, da se odločijo za ustrezno mesto za Davida.  V igri je bilo devet različnih lokacij za kip, a se zdi, da se je večina članov nagibala med dvema. Ena skupina, ki jo je vodil Giuliano da Sangallo in sta jo podpirala Leonardo in Piero di Cosimo, med drugim menila, da je treba zaradi pomanjkljivosti marmorja kip postaviti pod streho Loggia dei Lanzi na Piazza della Signoria; druga skupina je mislila, da bi moral stati pri vhodu v Palazzo della Signoria, mestno hišo (zdaj znano kot Palazzo Vecchio). Drugo mnenje, ki ga je podpiral Botticelli, je bilo, da bi bil kip na stolnici ali blizu nje. Junija 1504 je bil nameščen poleg vhoda v Palazzo Vecchio, ki je nadomestil Donatellov bronast kip Judith in Holofernes, primerljivo temo herojskega upora. Potrebovali so štiri dni, da so kip premaknili dober kilometer od Michelangelove delavnice na Piazza della Signoria. Pozneje poleti so mu dodali pozlačeno fračo in drevesni čok, figura pa je dobila pozlačen predpasnik, nekakšno cvetlično kovinsko krpo za prekritje genitalij. 

### Poznejša zgodovina
Leta 1873 je bil Davidov kip odstranjen iz trga, da bi ga zaščitili pred poškodbami in premestili v galeriji Accademia v Firencah, kjer je pritegnil številne obiskovalce. Replika je bila postavljena v Piazza della Signoria leta 1910.
Leta 1991 je duševno moten umetnik po imenu Piero Cannata napadel kip s kladivom, ki ga je skril pod svoj suknjič, a je bil prijet pri poškodovanju prstov leve noge. 
12. novembra 2010 je bila replika Davida iz steklenih vlaken nameščena na strehi Firenške stolnice samo za en dan. Fotografije instalacije razkrivajo kip, kako je Operai, ki je naročil delo, prvotno pričakoval, da ga bo videl.
Leta 2010 je nastal spor o lastništvu Davida, ko ga je na podlagi pravnega pregleda zgodovinskih dokumentov zahtevala občina Firence, čemur nasprotuje italijansko ministrstvo za kulturo, ki izpodbija zahtevo občine.
Sredi devetdesetih let so na levi nogi opazili majhne razpoke, ki jih je mogoče pripisati neenakomernemu pogrezanju zemlje pod masivnim kipom.

## Interpretacija
Položaj Michelangelovega Davida je podoben tistim iz prejšnjih renesančnih upodobitev Davida. Bronasta kipa Donatella in Verrocchia sta predstavljali junaka, ki je zmagal nad Golijatom, slikar Andrea del Castagno pa je pokazal dečka sredi nihanja, tudi ko je Golijatova glava počivala med nogami, ne pa tudi zgodnejšega florentinskega umetnika, ki je v celoti izpustil velikana. Po besedah Helen Gardner in drugih strokovnjakov je David prikazan pred bitko z Golijatom. Namesto, da bi bil zmagovalec nad sovražnikom veliko večji od njega, David izgleda napet in pripravljen na boj.
Zdi se, da kip prikazuje Davida, ko se je odločil za boj proti Golijatu, preden se je bitka dejansko začela, trenutek med zavestno izbiro in akcijo. Njegovo čelo je napeto, napet je vrat, žile pa izstopajo iz spodnje desne roke. Njegova leva roka ima vrvico, ki je obešena čez njegovo ramo in navzdol v njegovo desno roko, ki drži kamen . Obrat njegovega telesa učinkovito prenaša gledalcu občutek, da je v gibanju, vtis nadgrajen z kontrapostom. Kip je renesančna interpretacija antične grške teme stoječega junaškega golega moškega. V visoki renesansi so bile kontraposto poze mišljene kot značilnost antične skulpture. To je tipizirano v Davidu, saj je figura stoji na eni nogi, ki nosi polno težo in z drugo nogo naprej. Ta klasična poza povzroči, da se boki in ramena zasučejo v nasprotnih kotih, kar daje rahlo s-krivuljo celotnemu trupu. Kontrapost je poudarjen ob prelomu glave v levo in po kontrastnih položajih rok.
Michelangelov David je postal eno najbolj priznanih del renesančnega kiparstva, simbola moči in mladostne lepote.
Samo kolosalna velikost kipa je naredila vtis na Michelangelove sodobnike. Vasari ga je opisal kot »zagotovo čudež Michelangela, da bi obudil v življenje tistega, ki je bil mrtev«, nato pa  naštel vse največje in najstarejše antične kipe, ki jih je kdaj videl in zaključil, da je Michelangelovo delo preseglo »vse starodavne in sodobne kipe, grške ali latinske, ki so kdaj obstajali«.
Davidovi proporci so netipični za Michelangela; figura ima nenavadno veliko glavo in roke (zlasti desnica). Majhne genitalije pa je v skladu z njegovimi drugimi deli in z renesančnimi konvencijami na splošno, morda pa se sklicuje na starodavne grške ideje predpubertetne moške golote. Te velikosti so lahko posledica dejstva, da je bil kip prvotno namenjen postavitvi na steno stolnice, kjer so bili pomembni deli kipa morda poudarjeni, da bi bili vidni od spodaj. Kip je nenavadno vitek v primerjavi z njegovo višino, kar je lahko posledica dela, opravljenega na bloku, preden je Michelangelo začel klesati.
Možno je, da je bil David zasnovan kot politični kip, preden je Michelangelo začel z delom. Vsekakor je David velik morilec že dolgo veljal za politično osebnost v Firencah in slike biblijskega junaka so tam že imele politične posledice . Donatellov bronasti David, izdelan za družino Medici, morda c. 1440, se je prisvojila Signoria leta 1494, ko so bili Medičejci izgnani iz Firenc in so kip namestili na dvorišču Palazzo della Signoria, kjer je stal v času republikanske vlade mesta. Florentinski organi so postavili Michelangelov kip na isto mesto in tako zagotovili, da se David vidi kot politična vzporednica in umetniški odgovor na prejšnje delo. Ti politični vtisi so pripeljali do tega, da je bil kip v prvih dneh napaden dvakrat. Protestniki so ga prvo leto kamenjali, leta 1527 pa je protest proti Medičejcem zlomil levo roko na tri dele.
Komentatorji so opazili navzočnost kožice na Davidovem penisu, kar je v nasprotju z judovsko prakso obrezovanja, vendar je v skladu s konvencijami renesančne umetnosti.

## Zaščita
Med drugo svetovno vojno je bil David zazidan v opeko, da bi ga zaščitili pred poškodbami zaradi zračnih bomb.
Leta 1991 je kip poškodoval moški s kladivom.  Vzorci, pridobljeni iz tega incidenta, so znanstvenikom omogočili, da ugotovijo, da je bil uporabljeni marmor pridobljen iz kamnoloma Fantiscritti v Misegliji, središču treh majhnih dolin v Carrari. Zadevni marmor vsebuje veliko mikroskopskih lukenj, zaradi katerih se lahko hitreje poslabša kot drugi marmorji. Zaradi degradacije marmorja je od leta 2003 do leta 2004 kip dobil prvo večje čiščenje od leta 1843. Nekateri strokovnjaki so nasprotovali uporabi vode za čiščenje kipa, ker so se bali nadaljnjega poslabšanja. Pod vodstvom Franke Falleti so se vrnili restavratorji Monica Eichmann in Cinzia Parnigoni, ki so obnavljali kip.
Leta 2008 so bili predlagani načrti za izolacijo kipa zaradi vibracij hoje turistov v Galleria dell'Accademia, da bi preprečili poškodbe marmorja.

### Replike
David je na ogled v Galleria dell'Accademia od leta 1873. Poleg replike polne velikosti, ki je zasedla mesto izvirnika pred Palazzo Vecchio, bronasta različica gleda na Firence na Piazzale Michelangela. Mavčni David v muzeju Victoria in Albert ima snemljiv figov list, ki je v bližini. Legenda trdi, da je figovo list nastal kot odziv na šok kraljice Viktorije, ko je prvič videla gol kip in je bil pred kraljevimi obiski obešen na kip, pri čemer sta uporabili dva strateško postavljena kavlja.  Leta 2010 je italijanska vlada začela kampanjo za utrditev svoje zahteve za lastništvo nad znamenitim kipom iz marmorja.
David se pogosto reproducira, v mavčnem in marmornatem steklenem vlaknu, kar pomeni poskus posoditi vzdušje kulture tudi v nekaterih malo verjetnih okoliščinah, kot so plaže, igralnice in modelne železnice. 